# Lilimar
Lilimar Hernandez Ruiz (Ilha de Margarita, Nueva Esparta, 2 de junho de 2000), mais conhecida apenas como Lilimar, é uma atriz venezuelana. Ela é mais conhecida pelo seu papel como Sophie Delarosa na série da Nickelodeon, Bella and the Bulldogs.

## Biografia
Lilimar nasceu em 2 de junho de 2000, na Ilha de Margarita, situada entre uma das três ilhas do estado de Nueva Esparta, Venezuela, e aos 6 anos de idade se mudou para Miami, Flórida, Estados Unidos, Ela se mudou para Los Angeles para seguir sua carreira de atriz. Uma curiosidade a respeito de Lilimar é que ela tem heterocromia ocular, sendo um dos olhos verde-claro e outro castanho.

## Filmografia
| Ano       | Titulo                   | Papel           | Notas                  |
| --------- | ------------------------ | --------------- | ---------------------- |
| 2013      | Rosario                  | Elenita         | 1 episódio             |
| 2014      | Smart Alec               | Beth            | Piloto de série        |
| 2015–2016 | Bella and the Bulldogs   | Sophie Delarosa | Elenco principal       |
| 2017      | Life After First Failure | Isabella        | 2 episódios            |
| 2018      | School of Rock           | Erika           | 1 episódio             |
| 2018-2019 | Knight Squad             | Sage            | Elenco principal       |
| 2018-2019 | Spirit Riding Free       | Solana          | Série original Netflix |
| 2020      | Cleopatra in Space       | Cleópatra       | Série original Peacock |
| 2021      | Side Hustle              | Buckles         | 3 episódios            |
| 2021      | Country Comfort          | Maria           | Série original Netflix |
| 2022      | Batwheels                | Batwing (voz)   | Série do HBO Max       |
| 2022      | Baymax!                  | Sofia           | Série do Disney+       |

| Ano        | Titulo                | Papel           | Notas                            |
| ---------- | --------------------- | --------------- | -------------------------------- |
| 2013       | The Little Ghost      | Marie (voz)     | [ 1 ]                            |
| 2014       | Pedro Pan             | Elena Martinez  | Curta-Metragem                   |
| 2014       | Last Children         | Hiyas           | Curta-metragem                   |
| 2015       | Ho Ho Holiday Special | Rose            | Especial de natal da Nickelodeon |
| 2020       | Hubie Halloween       | Coco            | Filme original Netflix           |
| A anunciar | Mad World             | ChanHell Capone |                                  |
| A anunciar | Caracas, 1998         | Ana             |                                  |

## Prêmios e indicações
| Ano  | Premiação     | Categoria                      | Trabalho               | Resultado | Ref.  |
| ---- | ------------- | ------------------------------ | ---------------------- | --------- | ----- |
| 2015 | Imagen Awards | Melhor Atriz Jovem - Televisão | Bella and the Bulldogs | Venceu    | [ 3 ] |